# Pozsonyi fehér
A pozsonyi fehér egy régi magyar fehérborszőlő-fajta.

## Leírása
Az olaszrizlinghez hasonló, a Czéthényi fajták közül való.
Kétféle változatban fordul elő: az úgynevezett pöttyös és zöld bogyójú fajtája létezik. Október elején érik, vesszői fagyérzékenyek, bora könnyű, zamatos.  Hagyományos művelésű, ezért sok munkát ad termelőjének és viszonylag kis termésátlagú, ezért az utóbbi időben háttérbe szorult. Belőle nemesítették ki az Irsai Olivér fajtát.